# Pleasant Gap
Pleasant Gap és una concentració de població designada pel cens dels Estats Units a l'estat de Pennsilvània. Segons el cens del 2000 tenia 1.611 habitants.

## Demografia
Segons el cens del 2000, Pleasant Gap tenia 1.611 habitants, 724 habitatges, i 469 famílies. La densitat de població era de 393,7 habitants/km².
Dels 724 habitatges en un 25% hi vivien nens de menys de 18 anys, en un 52,6% hi vivien parelles casades, en un 9,3% dones solteres, i en un 35,1% no eren unitats familiars. En el 28,7% dels habitatges hi vivien persones soles el 10,9% de les quals corresponia a persones de 65 anys o més que vivien soles. El nombre mitjà de persones vivint en cada habitatge era de 2,23 i el nombre mitjà de persones que vivien en cada família era de 2,75.
Per edats la població es repartia de la següent manera: un 20,2% tenia menys de 18 anys, un 6,6% entre 18 i 24, un 32,3% entre 25 i 44, un 24,1% de 45 a 60 i un 16,8% 65 anys o més.
L'edat mediana era de 40 anys. Per cada 100 dones de 18 o més anys hi havia 91,7 homes.
La renda mediana per habitatge era de 43.797 $ i la renda mediana per família de 47.132 $. Els homes tenien una renda mediana de 31.304 $ mentre que les dones 22.820 $. La renda per capita de la població era de 17.747 $. Entorn del 6,7% de les famílies i el 10,5% de la població estaven per davall del llindar de pobresa.

## Poblacions més properes
El següent diagrama mostra les poblacions més properes.